# Off-key
Off-key is een stemming van een muziekinstrument, waarbij de snaren opzettelijk een klein stukje hoger of lager gestemd worden om de klankkleur van akkoorden te veranderen of te versterken.

## Vals
De off-keystemming is niet altijd vals. Zolang de interferentie onder de gehoorgrens van 20 Hz blijft is de beoordeling van het geluid subjectief vals. Indien de interferentie hoger wordt en een verschiltoon genereert die zich niet harmonisch verhoudt tot de gespeelde tonen kan men spreken van objectief vals. De unieke consonante verschijnselen van akkoorden wordt veroorzaakt doordat de verschiltonen een exacte harmonische relatie hebben tot de gespeelde tonen.

## Muzikale voorbeelden
De Amerikaanse noiserockband Sonic Youth speelt hoofdzakelijk met omgestemde dubbel- of tripelkorige gitaren. Tevens stemmen ze deze duo's of trio's vaak niet compleet zuiver, waardoor er door interferentie een snelle trilling ontstaat die lijkt op een chorus. Dit verschijnsel wordt zweving genoemd.
Voor de filmmuziek van A Quiet Place werden alle zwarte toetsen van de piano een kwarttoon ontstemd om de muziek een engere klank te geven. Bij de vervolgfilm, A Quiet Place Part II, werd dit idee ongeveer herhaald. Componist Marco Beltrami gebruikte twee piano's: hij liet alle toetsen van de ene piano een kwarttoon ontstemmen; aan de andere piano werd niets veranderd.
In de song Scar Tissue van de Red Hot Chilli Peppers is de B-snaar van  John Frusciantes gitaar een fractie lager gestemd om beter in de harmonieën van de gebruikte toonsoort te vallen.